# Leif Syrén
Leif Olof Syrén, född 6 oktober 1943 i Gävle, är socionom och författare. Syrén har varit verksam som frilansjournalist och författare med ett tiotal utgivna titlar samt medverkan i antologier bland annat Gåspennan (1991) och Ur svenska hjärtans djup (1994) vid sidan av sitt arbete med arbetsrehabilitering, huvudsakligen inom Arbetsförmedlingen. Han har erhållit fackförbundspressens novellpris 1984 och innehar som konditionsidrottsman utmärkelsen En svensk klassiker.